# Kolonia Graniczna
Kolonia Graniczna est une localité polonaise de la gmina d'Ornontowice, située dans le powiat de Mikołów en voïvodie de Silésie.